# Naranja de Jaffa
La naranja de Jaffa (en árabe, برتقال يافا burtaqāl Yāfā; en hebreo, תפוזי ג'אפה tpvzy G'aph) o naranja Shamuti (برتقال شموطي burtaqāl shumūṭi) es una variedad de naranja con pocas semillas y una piel resistente que la hace particularmente adecuada para la exportación.
Desarrollada por agricultores palestinos a mediados del siglo XIX, la variedad toma su nombre de la ciudad de Jaffa, donde se produjo por primera vez para la exportación. Se convirtió rápidamente en la principal exportación de cítricos de la ciudad. Es, junto con la naranja umbilical (navel) y la naranja amarga, una de las tres variedades principales que se cultivan en el Mediterráneo, el sur de Europa y el medio Oriente. El Jaffa también se cultiva en Chipre, Irak, Líbano, Siria, Jordania y Turquía.
La producción de naranjas de Jaffa ha mermado considerablemente, aunque otrora fueron consideradas como la exportación más famosa del entonces recién creado Estado de Israel. La historia de esta naranja está fuertemente politizada; Eyal Sivan explicó que la naranja de Jaffa se convirtió en «el símbolo de la empresa sionista y el estado de Israel, mientras que para los palestinos simboliza la pérdida de su patria y su destrucción».

## Características
Las naranjas de Jaffa, también conocidas como shamuti (shamouti), prácticamente no poseen semillas, y su sabor ha sido descrito como «excelente», «dulce» y «fino». Las otras dos variedades principales de naranja cultivadas en la región son la naranja umbilical o de ombligo, llamada así por la peculiar forma de ombligo en la base de la fruta, y la naranja amarga, llamada así por su sabor; esta último se cultiva y aprecia en Irán por su cáscara. La naranja de Jaffa se distingue por su forma ovalada y su cáscara gruesa, de color naranja intenso y normalmente muy fácil de desprender de la fruta. Al ser su piel tan resistente la hace «especialmente adecuada para la exportación», transporte y almacenamiento. Sin embargo, produce muy poco jugo y tiene cierto regusto amargo, por lo que no es adecuada para la producción de jugo de naranja.
Estas naranjas son muy tolerantes al frío, lo que les permite crecer fuera de las regiones subtropicales normalmente asociadas con el cultivo de la naranja. Las naranjas de Jaffa son susceptibles a la Alternaria, un tipo de hongo, y son propensas a sufrir contrañada, fenómeno por el cual un año producen mucha fruta y al siguiente poca o nula.

## Historia

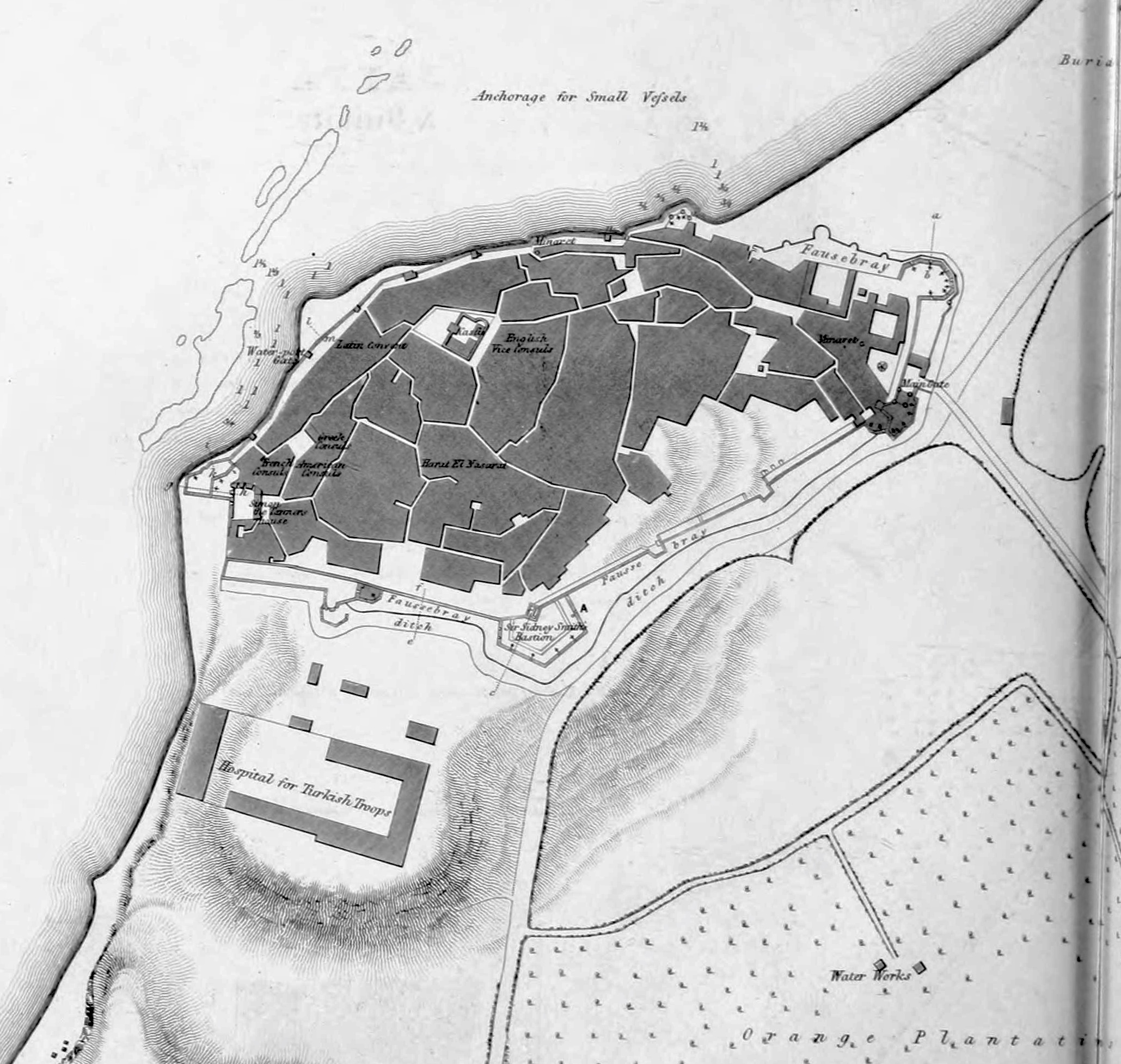
Plano de Jaffa de 1841, mostrando naranjal (al sur)

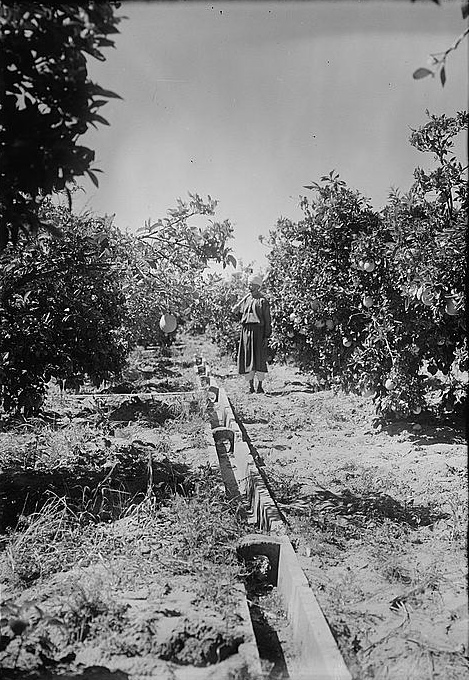
Naranjos en Bir Salim

Por su ubicación en la encrucijada de África, Asia menor y Europa, la tierra de Palestina se convirtió en exportadora de diversos productos durante el último período otomano (1200–1900 d. C.). Entre estos estaban el jabón, el azúcar, la cebada, las naranjas y el algodón. Aunque el algodón dejó su huella en toda la región, el único producto que sigue siendo un símbolo de producción en Palestina es la naranja de Jaffa.
La naranja de Jaffa fue una nueva variedad desarrollada por los agricultores árabes después de emerger a mediados del siglo XIX como una mutación en algún lugar cerca de Jaffa en un árbol de la variedad egipcia Baladi. Mientras que la naranja agria (C. aurantium) fue traída a Occidente desde China e India por comerciantes locales vía Sicilia y España, la naranja de Jaffa se desarrolló a partir de la naranja dulce (C. sinensis) que fue traída de China a la región mediterránea por el explorador portugués Vasco da Gama en 1498.
Después de la Guerra de Crimea (1853-1856), la innovación más importante en la agricultura local fue la rápida expansión del cultivo de cítricos. De las diversas variedades cultivadas, la más famosa fue la naranja de Jaffa o Shamuti, y la mención de su exportación a Europa aparece por primera vez en los informes consulares británicos en la década de 1850. Un factor citado en el crecimiento del mercado internacional fue el desarrollo de los barcos de vapor en la primera mitad del siglo XIX, que permitió la exportación de naranjas a los mercados europeos en días, en lugar de en semanas. Otra razón citada para el crecimiento de la industria fue la relativa falta de control europeo sobre el cultivo de naranjas en comparación con el algodón, anteriormente un cultivo básico de Palestina, pero superado por la naranja de Jaffa.
Las exportaciones crecieron de 200.000 naranjas en 1845 a 38 millones de naranjas en 1870. Las plantaciones de cítricos de esta época eran principalmente propiedad de comerciantes palestinos adinerados, en lugar de pequeños agricultores, ya que las frutas requerían grandes inversiones de capital sin rendimiento durante varios años. Las frutas que llevaban la etiqueta «Naranja de Jaffa» fueron comercializadas por primera vez en Sarona (en la actual Tel Aviv), concretamente por la Colonia Alemana de la Sociedad del Templo, una secta protestante alemana establecida en 1871. Un relato de 1872 realizado por un viajero europeo señala que «las áreas circundantes a Jaffa son jardines de naranja, por ello es justamente ensalzada [la ciudad], y que son una fuente considerable de ingresos para sus propietarios. Se dice que el valor anual de las frutas cultivadas en Jaffa es de 10.000 libras». En la década de 1880, un productor estadounidense, H.S. Sanford, trató de cultivar la naranja de Jaffa en Florida.

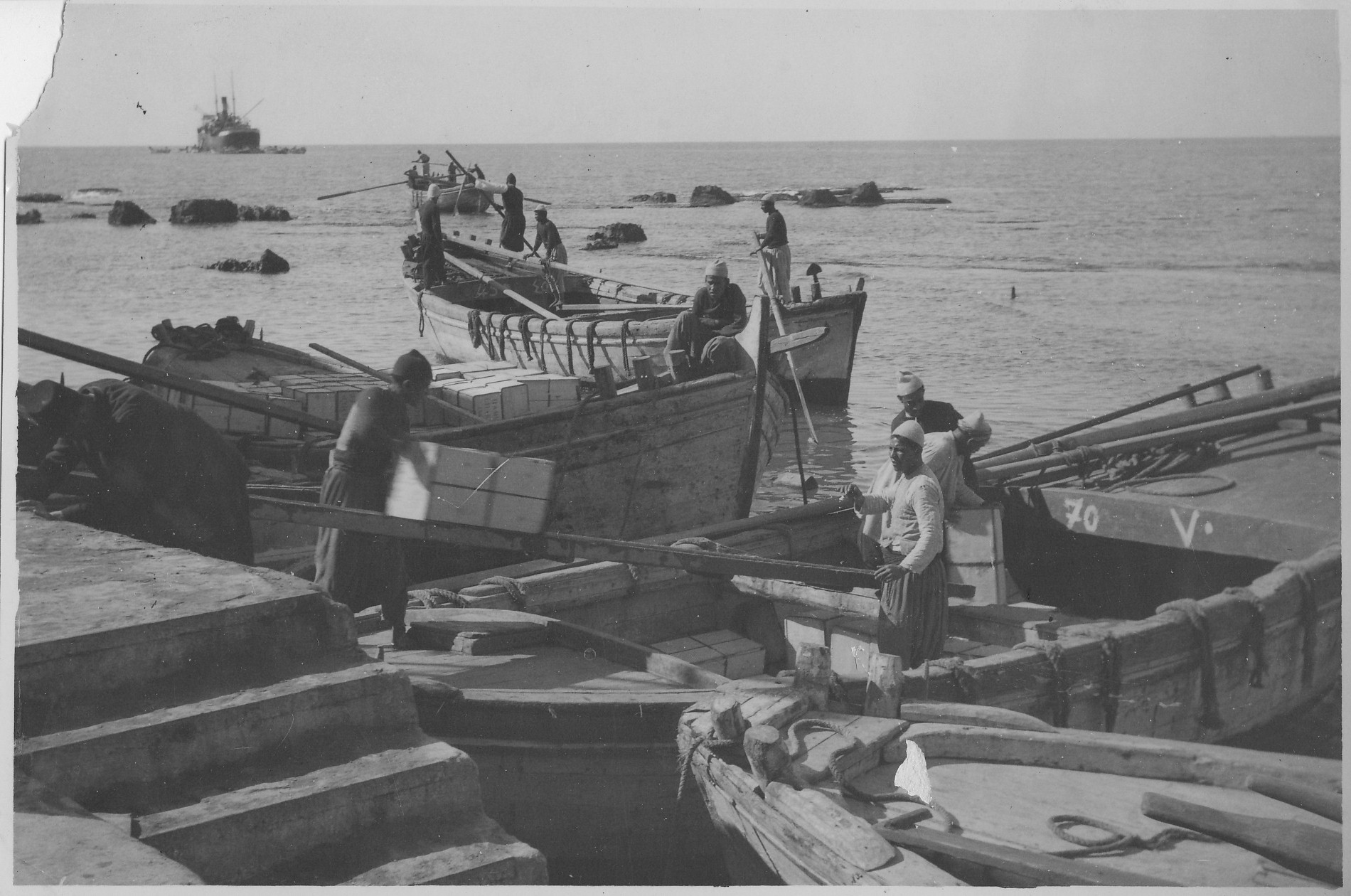
Cajas de naranjas de Jaffa transportadas a un carguero en espera para su exportación (1930)

La prosperidad de la industria de la naranja generó un mayor interés y participación europeos en el desarrollo de la Jaffa. En 1902, un estudio del crecimiento de la industria de la naranja realizado por funcionarios sionistas describió a los diferentes propietarios palestinos y sus principales mercados de exportación: Inglaterra, Turquía, Egipto y Austria-Hungría. Si bien los métodos tradicionales de cultivo árabe se consideraban «primitivos», un estudio en profundidad de los gastos financieros involucrados revela que, en última instancia, eran más rentables que las empresas sionistas europeas que los siguieron dos décadas después.

Los sionistas que emigraron a Palestina introdujeron nuevos métodos de cultivo «más avanzados» que estimularon la industria de la naranja de Jaffa. Según el Informe sobre Inmigración, Asentamiento y Desarrollo de Tierras (más conocido como Informe Hope Simpson) de 1930,
«El cultivo de la naranja, introducido por los árabes antes del comienzo del asentamiento judío, se ha desarrollado en gran medida como consecuencia de ese asentamiento. No hay duda de que la perfección técnica de la plantación y el cultivo de la naranja y el pomelo se han traído a Palestina debido a los métodos científicos del agricultor judío».

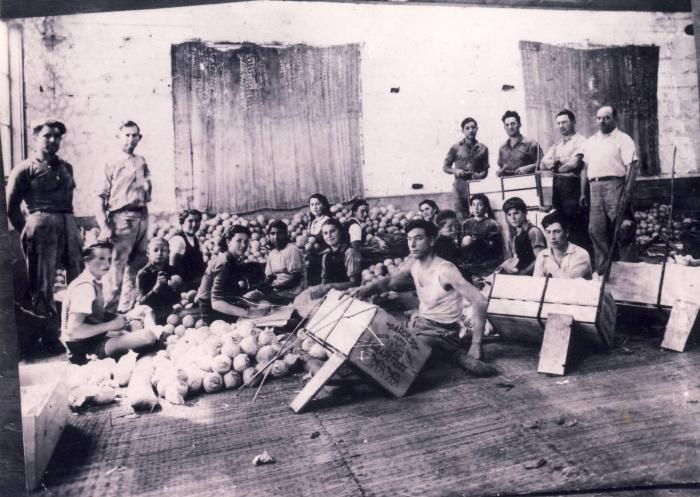
Embalaje de naranjas en Petah Tikva, 1938

Las asociaciones para cultivar y exportar estas naranjas fueron un ejemplo de cooperación árabe-judía a pesar de las crecientes tensiones políticas.
A fines de 1928, los judíos poseían 30.000 dunams de los 60.000 dunams de naranjos del país. Mientras que antes de la Primera Guerra Mundial, el precio de un dunam de tierra en un fructífero huerto de naranjos era de 50-75 libras esterlinas, en 1929, los mismos bosques se vendían por 150-200 libras esterlinas.
Para 1939, los huertos de naranjos de propiedad judía y árabe en Palestina cubrían ~300 km², y empleaban a más de 100.000 trabajadores, siendo este producto una exportación primaria. Durante la Segunda Guerra Mundial (1939–1945) el cultivo de cítricos disminuyó, pero se recuperó después de la guerra con la vigorosa asistencia de las autoridades del Mandato británico de Palestina.

## Legado
Las naranjas de Jaffa se cosechan en Israel y los Territorios Palestinos entre noviembre y marzo, y la temporada de comercialización comienza en septiembre y se extiende hasta abril. Se exporta más de la mitad de la cosecha anual, e Israel es el principal proveedor de cítricos a la Unión Europea. En las décadas de 1950 y 1960, las naranjas de Jaffa se convirtieron en emblemas del estado israelí. Una disminución general de la importancia de la agricultura para en la economía de Israel, los límites extremos de los recursos hídricos disponibles y la dependencia de los trabajadores migrantes han reducido la productividad. A pesar de estar eclipsado por las industrias manufactureras, como las de los diamantes y los instrumentos de precisión, Israel continúa exportando una gran cantidad de cítricos a Europa.
La naranja de Jaffa también es conocida por prestar a la ciudad de Tel Aviv-Yafo el sobrenombre de «la Gran Naranja», parafraseando a «la Gran Manzana».